# Dětská léčebna Dr. Filipa
Dětská léčebna Dr. Filipa v Poděbradech je lázeňské zařízení zaměřené na léčbu dětských pacientů ve věku od 3 do 18 let. Čtyřpodlažní funkcionalistický objekt z počátku 30. let 20. století (původně sanatorium Dr. L. Filipa) se nalézá při západní hraně hlavního poděbradského lázeňského parku v těsné blízkosti středu Libenského kolonády asi 300 metrů od železničního a autobusového nádraží směrem do centra města.

## Podrobněji

### Historie léčebny
Léčebnu původně založil v roce 1933 Doc. MUDr. Ladislav Filip a to jako kardiologické sanatorium pro dospělé. O 15 let později byla (od roku 1948) léčebna vyhrazena pro děti a to původně s onemocněním kardiovaskulárního aparátu. Od roku 1968 byla zahájena léčba obézních dětí v léčebně v Sadské, která se stala součástí poděbradské léčebny Dr. Filipa. Od roku 1990 slouží dětská léčebna Dr. Filipa v Poděbradech též pro léčbu dětí trpících obezitou. Po sametové revoluci (listopad 1989) byla v roce 1993 léčebna vrácena v restituci do vlastnictví dědiců Doc. MUDr. Ladislava Filipa. Od konce roku 2007 je léčebna součástí akciové společnosti Lázně Poděbrady. Celková maximální kapacita léčebny je 70 dětí.

### Budova léčebny
Budovu ve funkcionalistickém slohu postavil podle návrhu vysokoškolského učitele a architekta Aloise Houby (1904–1982) stavitel Jaroslav Peřina kolem roku 1933. Původní budova byla vybavena na své boční jihozápadní straně velkou terasou, která byla v průběhu let zateplena. Severovýchodní boční vnější obvodová fasáda objektu nese ve své horní části velký nápis „LÉČEBNA Dr. L.FILIPA“.

### Okolí a vnitřek léčebny
Léčebna je umístěna v centru poděbradské lázeňské kolonády, ale její součástí je i rozlehlý areál zahrady osazený herními prvky (prolézačky, pískoviště, trampolína) a hřištěm určeným pro míčové hry. K vnitřnímu vybavení objektu patří prostory pro balneoterapii, bazén v suterénu budovy, dvojice tělocvičen, herní koutky, dětská jídelna a Wi-Fi v celém objektu.

### Rozsah diagnóz a podmínky pobytu
V prostorách léčebny Dr. Filipa je poskytována komplexní lázeňská péče (léčba + stravování + ubytování jsou plně hrazeny zdravotní pojišťovnou) dětem od 3 do 18 let, které trpí především kardiovaskulárními nemocemi, nemocemi pohybového aparátu a obezitou. Další možností léčebny je kompenzace stavů po léčbě onkologických onemocnění (po ukončení chemoterapie). Jednotlivým dětským klientům a jejich diagnózám je přiřazen pokaždé specifický léčebný program a postup. Pro děti mladší šesti let je pobyt automaticky hrazen zdravotní pojišťovnou a léčebna je schopna přijímat i jejich dospělý rodinný doprovod (náklady – strava + ubytování – na něj jdou rovněž na vrub zdravotní pojišťovny). V případě dospělého doprovodu dětí starších šesti let se situace řeší na základě individuální dohody a posudku revizního lékaře. Typická délka pobytu hrazeného pojišťovnou je čtyři týdny s možností prodloužení. Veškeré pobyty jsou možné pouze včetně stravy. Pro děti trpící obezitou existuje možnost (v případě volných kapacit léčebny) sjednat i samoplátecké pobyty.

#### Kardiovaskulární onemocnění
Specifický léčebný režim zahrnující normální racionální dětskou stravu a celkové zlepšení fyzické kondice je určen pro dětské pacienty s vadami srdce, po prodělaných zánětlivých srdečních onemocněních, před a po operacích srdce, pro mladistvé s hypertenzí apod. Lázeňské procedury zahrnují především balneoterapii (uhličité koupele v místní minerální vodě, vířivé koupele a perličkové koupele), rehabilitační cvičení zacílené na správné držení těla, dechová cvičení, masáže jizev po operacích a gymnastiku v bazénu (aqua aerobic).

#### Léčba pohybového aparátu
Formou denního skupinového i individuálního cvičení s fyzioterapeuty probíhá léčba dětských klientů s problémy pohybového ústrojí. Do této kategorie diagnóz spadá chronické postižení kloubů – juvenilní idiopatická artritida (JIA), stavy po ortopedických operacích nebo po úrazech, po nichž došlo k poruše motorických funkcí. Cílem lázeňské léčby problémů s klouby je hlavně poměrně brzy (cca do 3 měsíců od počátků příznaků) zlepšit jejich celkovou kloubní pohyblivost.

#### Obezita
Asi polovinu dětských pacientů léčebny Dr. L. Filipa tvoří klienti trpící obezitou. Jejich léčba spočívá v úpravě stravy (redukční strava navržená nutričním terapeutem) podávané 6x denně a ve zvýšených pravidelných denních dávkách fyzického pohybu (ranní rozcvička, tělocvik, bazén, míčové hry, skupinové procházky, severská chůze, aqua aerobic). Cílem lázeňského působení je zvýšení sebevědomí obézních dětí a snížení jejich původní hmotnosti během pobytu alespoň o 6 %.

### Školní výuka
Souběžně s pobytem a léčbou dětských pacientů školou povinných funguje v léčebně Dr. Filipa i výuka všech hlavních předmětů základní školy. Základní škola (ZŠ) při Dětské léčebně Dr. Filipa vznikla v roce 1950 a zajišťuje dětem kontinuitu výuky a po léčebném pobytu hladký návrat do jejich kmenových škol. Děti jsou rozděleny sice do tříd, ale výuka je zajišťována na individuální bázi s maximálním ohledem na školní osnovy původní základní školy dítěte.

## Fotogalerie

Objekt na výřezech z historických pohlednic
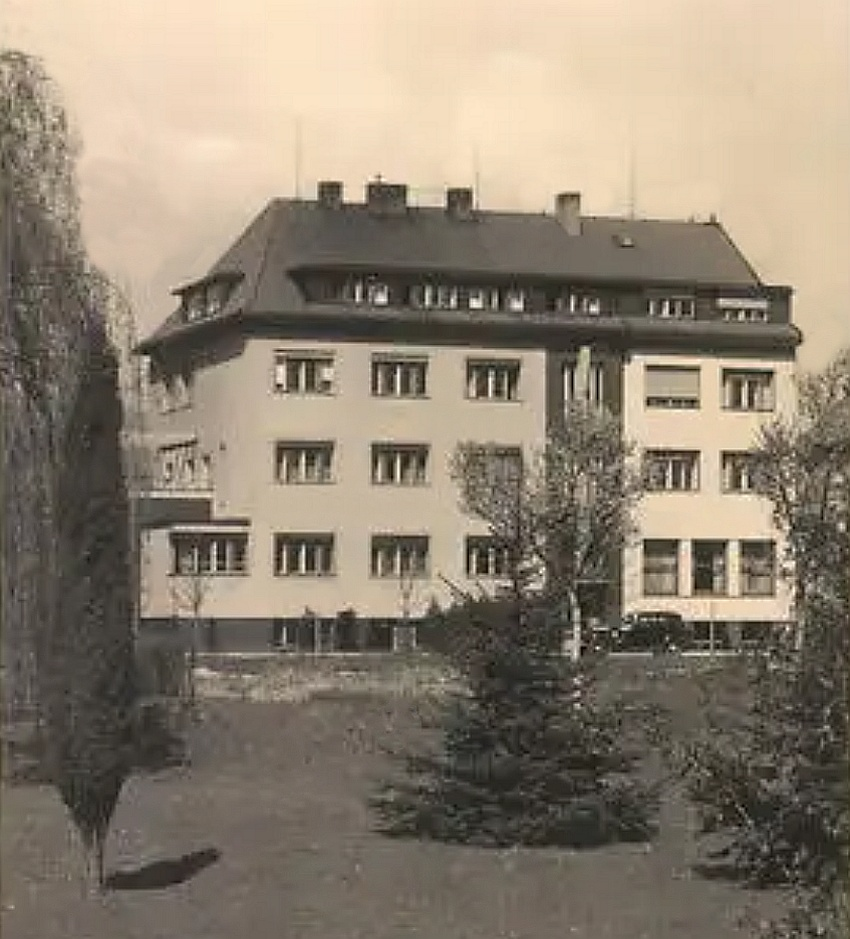
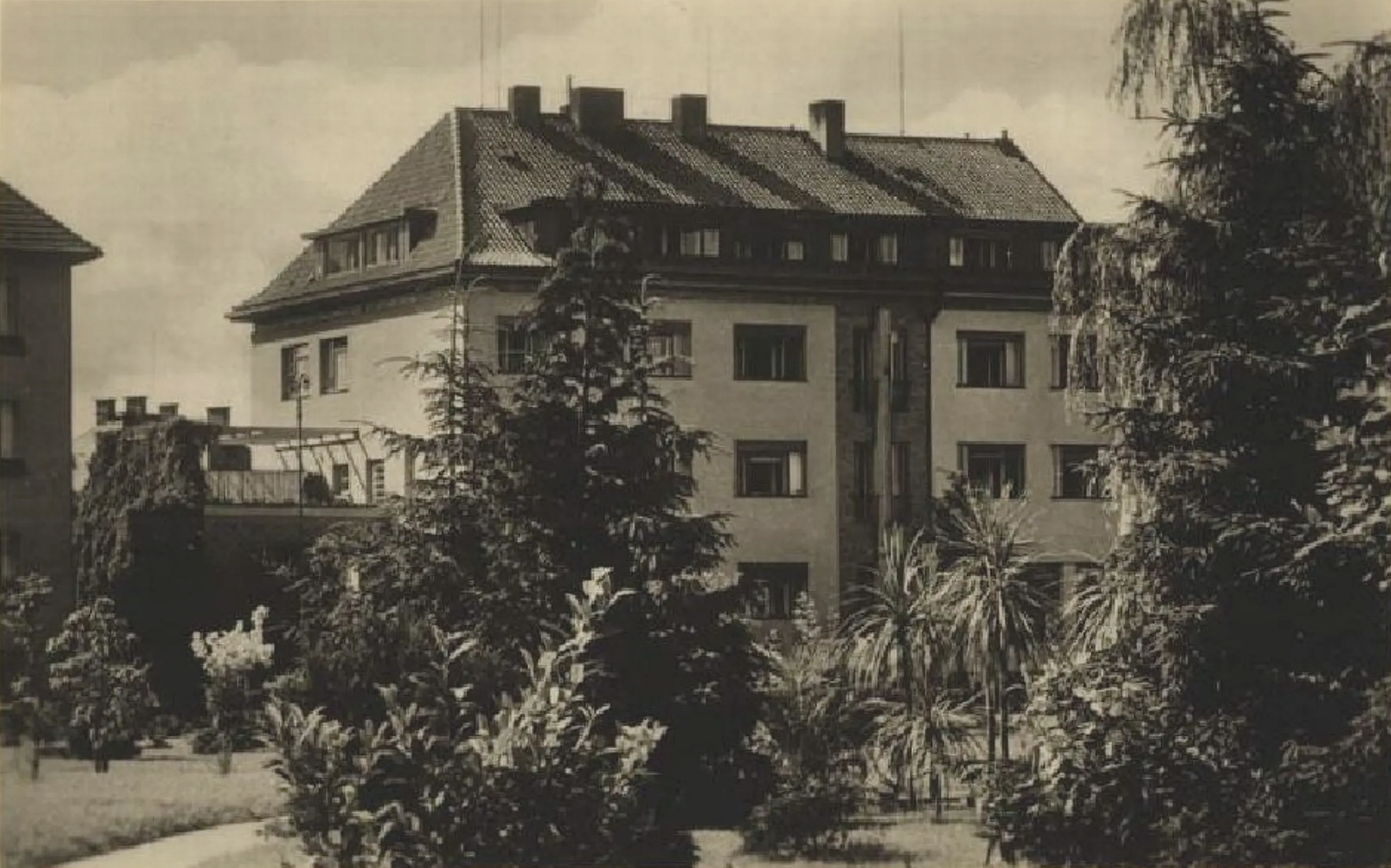
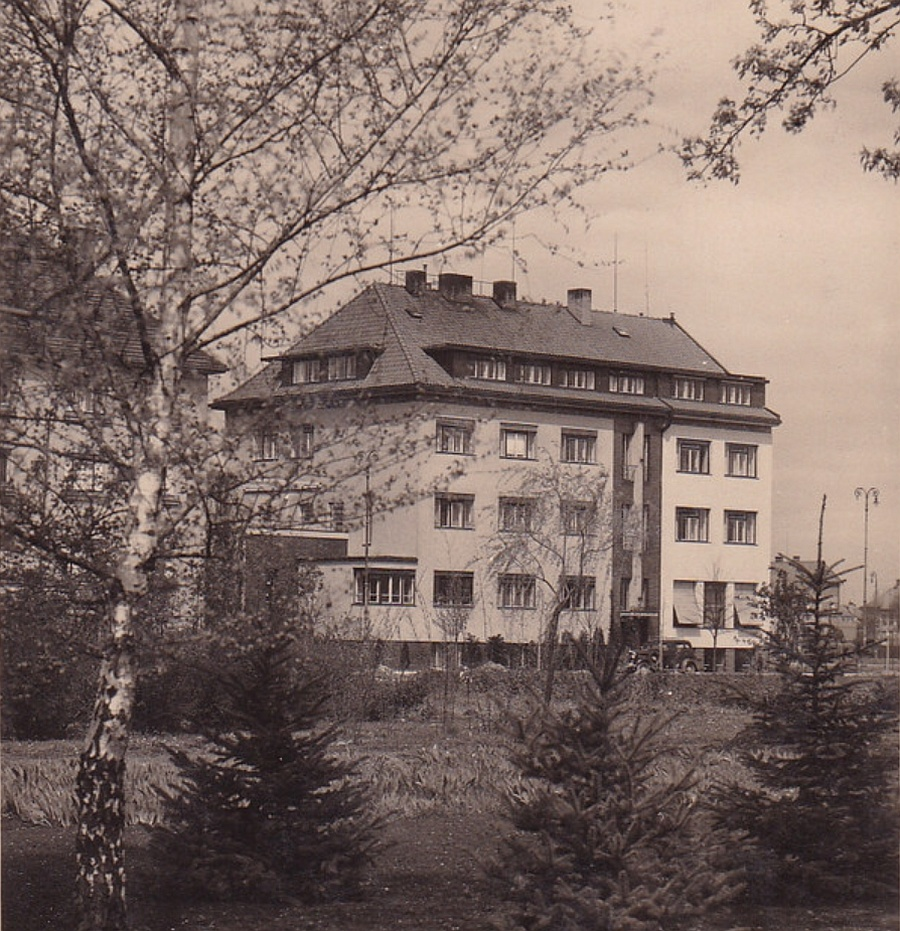